# 新城镇 (桓台县)
新城镇是中国山东省桓台县的一个镇，地处张店区、邹平、高青三区县交界处。辖区总人口35585 。新城镇境内有四世宫保坊、忠勤祠、王渔洋故居、齐桓公戏马台等名胜古迹，其中四世宫保坊为国家级重点历史保护文物。2008年，新城镇成为第4批中国历史文化名镇。

## 行政区划
新城镇辖有40个行政村，分别为：毛家村、存留村、韩家村、石家村、逯家村、西巴村、祝家村、昝家村、义和村、杨家村、王家村、崔楼村、见家村、洼子村、新盛村、聂桥村、徐家村、四里村、耿三村、刘三村、崔家村、邢庙村、河南村、宫家村、城东村、城南村、城西村、城北村、新立村、花园村、乔南村、乔西村、乔北村、东贾村、西贾村、邢家村、罗苏村、张苏村、江苏村、赵苏村。
36°57′12″N 117°56′13″E / 36.95333°N 117.93694°E